# Jesús Navarro Mazzotti
Jesús Navarro (Las Palmas de Gran Canaria, 31 de marzo de 1910 - 1993) fue un futbolista y entrenador de fútbol español.

## Trayectoria
Jesús llegó cedido por el RCD Español, que antes de acabar el curso del 29 se lo llevó de gira por Escandinavia. Paso tanto frío que, de regreso, insistió en quedarse en el Valencia CF. Era un interior derecho alto, con entradas profundas y una nariz ganchuda ideal para los caricaturistas, que combatía la tendencia a ganar grasa jugando al tenis. Estuvo seis años, hasta que pidió la baja para estudiar odontología. Aprovechó la mudanza para fichar por el Atlético de Madrid, pero solamente jugó un partido de copa y no llegó a debutar en partido de liga.
Ocasionalmente ariete y medio centro, aquí salió a tres cuartos de gol por partido. Tenía un toque exquisito, temple para parar y mandar, y un variado repertorio de soluciones (dribblings secos, efectos de billar, juego aéreo) para rebasar al enemigo. Un solo defecto, sin embargo, le valió la hostilidad casi permanentemente del público: su frialdad desesperante que el respetable y los compañeros (que llegaron a anunciar un boicot si se le alineaba) confundían con indiferencia.
Navarro fue el primero de la larga serie de 'colls gelats' que han enervado a la gente de Mestalla. Sin ser miedoso, necesitaba una motivación especial para ir al choque, y se retrasaba más de la cuenta, según sus detractores por temor al fuego de las trincheras. Sin embargo, nunca dejó de ser habitual y suyo fue el triplete inicial en Primera, con ocasión del estreno casero contra el Real Unión de Irún. Su asociación con Montañés (dieciocho goles cada uno en diez partidos del regional) duró poco, pero no ha sido igualada en productividad por ninguno de los ilustres tándems posteriores.